# 山田正平
山田 正平（やまだ しょうへい、明治32年〈1899年〉2月1日 - 昭和37年〈1962年〉8月16日）は、新潟県出身の篆刻家。「昭和の代表的篆刻家」。

## 経歴
明治32年、篆刻家の木村竹香と母マスの次男として新潟市古町通四番町に生まれる。本名は正平、字も号も正平である。他に一止・一止道人・幾盦（幾庵）と号し、若い頃に更生・更生居・更生道人・邵平などとしたこともある。なお、一止とは正を2つに分解したものである。
15歳のとき新潟県新潟中学校を卒業。父と親交の会った会津八一の知遇を得、八一没後はその墓碑銘を刻している。16歳の時上京し、山田寒山の娘婿となる。書は滑川澹如に学んだともいう。19歳のとき、漢学私塾二松學舍（現二松學舍大学）にて三島中洲に漢学を学ぶ。実業家の堤清六の援助を受けて二十代に2度中国に遊学。このとき河井荃廬の紹介で呉昌碩に篆刻や画を学ぶ。また徐星州からも学んでいる。小川芋銭と出会い交流する。晩年、自らの師は山田寒山と河井荃廬であると述べ、寒山とともに印聖といわれた高芙蓉の正統と自らの篆刻芸術を位置づけている。文人画風の墨絵でも知られ、中川一政との交流があった。元東京学芸大学講師。
戒名は萬象院永楽一止居士。東京多磨霊園に墓所がある。

## 印譜
- 『栴檀二葉香印譜』大正3年
- 『正気印譜』大正6年 序文：滑川澹如
- 『羅漢印譜』昭和2年
- 『八僊印譜』昭和2年
- 『正平陶磁印譜』
- 『一止廬印存』